# Taurus World Stunt Award
De Taurus World Stunt Award of kortweg de Taurus Award is een prijs die jaarlijks wordt uitgereikt aan stuntmannen en –vrouwen die meewerken aan films. De uitreikingsceremonie vindt plaats in Los Angeles.

## Prijs
De prijs is een 80 centimeter hoog bronzen beeldje van een minotaurus. Het beeldje weegt ongeveer 12 kilogram. De prijs is ontworpen door de Oostenrijkse kunstenaar Jos Pirkner.

## Categorieën
- Beste gevecht
- Beste vuurstunt
- Beste werk op grote hoogte
- Beste werk met een voertuig
- Beste stunt door een stuntvrouw
- Beste stunt door een stuntman
- Beste speciale stunt
- Beste stuntcoördinator en/of 2e eenheidregisseur
- Beste actie in een buitenlandse film

## Speciale ereprijzen
- Actiefilmregisseur van het jaar
- Taurus Lifetime Achievement Award
- Taurus Lifetime Achievement Award voor een actiefilmster

## Wetenswaardigheden
De prijs is ook verwerkt in het computerspel Stuntman: Ignition. Hierin kan de speler de prijs krijgen als beloning.